# 1769 у літературі

## Книги
- «Історія та пригоди Атома» — роман англійського письменника Тобіаса Смоллетта.

## Народились
- 13 лютого — Іван Крилов, російський байкар-перекладач.
- 9 вересня — Іван Котляревський, український письменник, поет, драматург, зачинатель сучасної української літератури, громадський діяч.

## Померли
- 13 грудня — Християн Фюрхтеготт Геллерт, німецький поет.